# Pelles (keltisk mytologi)

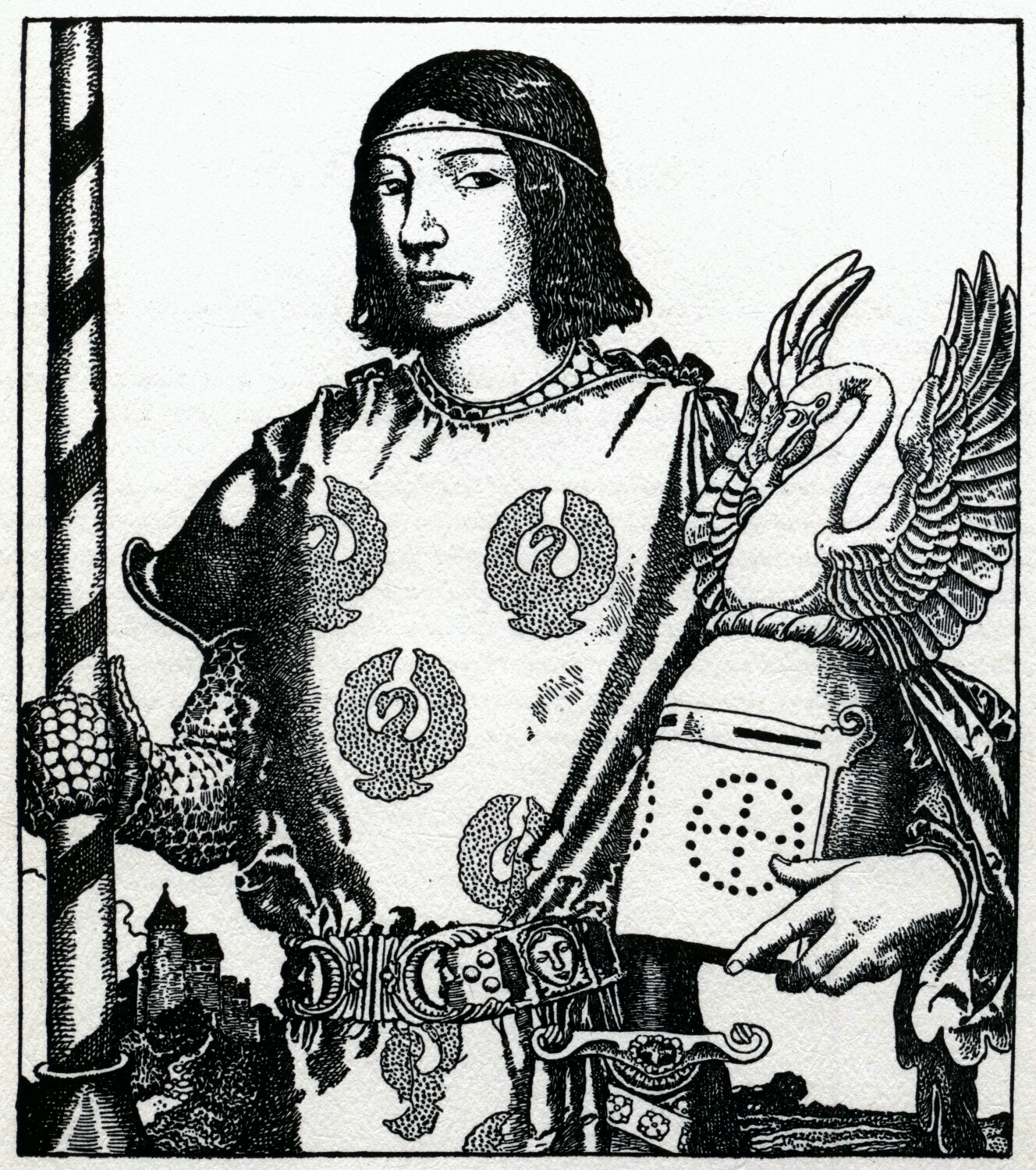

Pelles var i den brittiska keltiska mytologin den slottsherre som ägde den heliga Graal.
Gestalten Pelles härstammar från den skadade kungen Bron som i sin tur utvecklats ur de keltiska gudarna Beli och Bran. Thomas Malory skriver i Morte D'Arthur om Pelles' dotter Elaine som förälskar sig i hjälten Lancelot.